# Marburger Bausystem

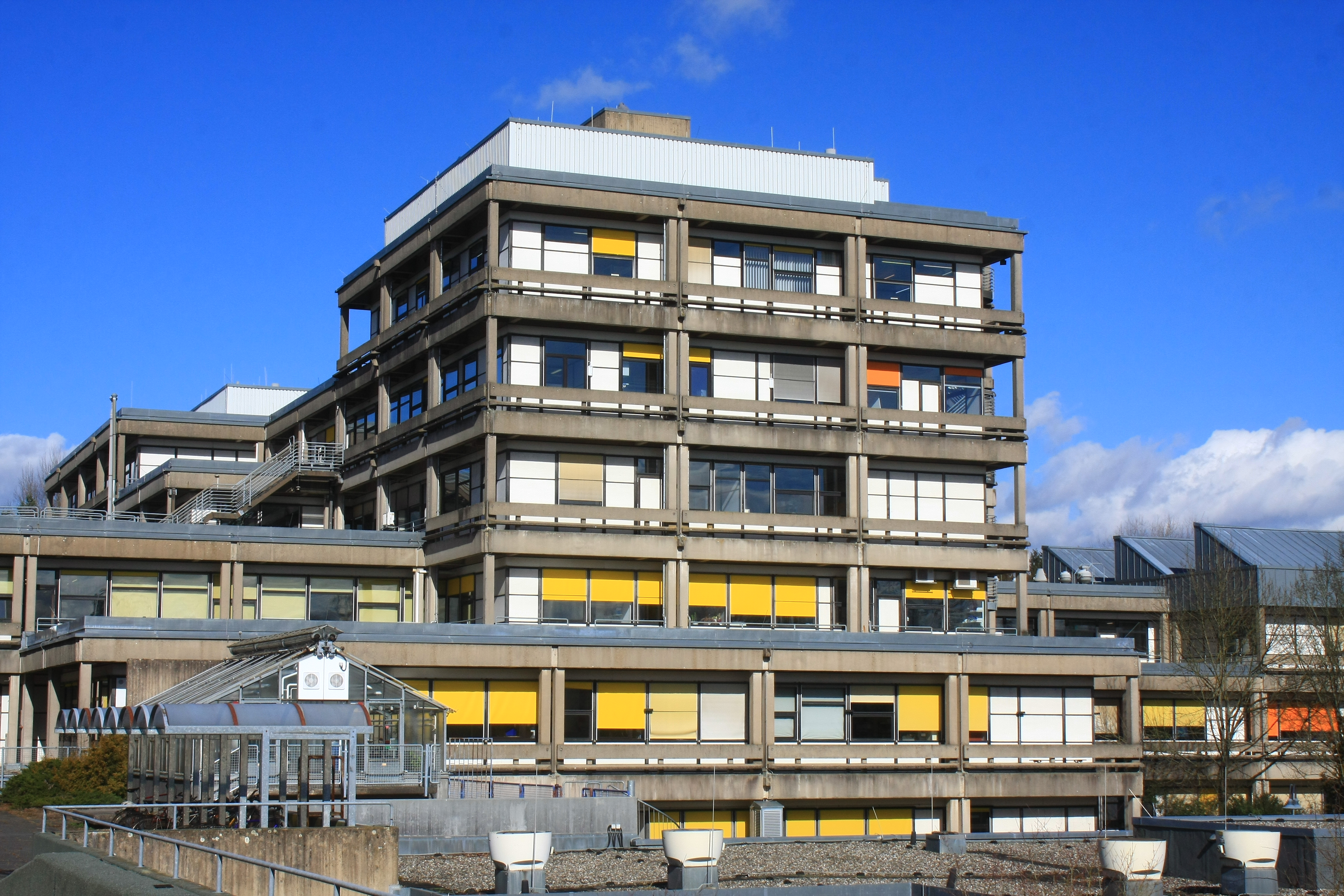
Fachbereich 17 Biologie

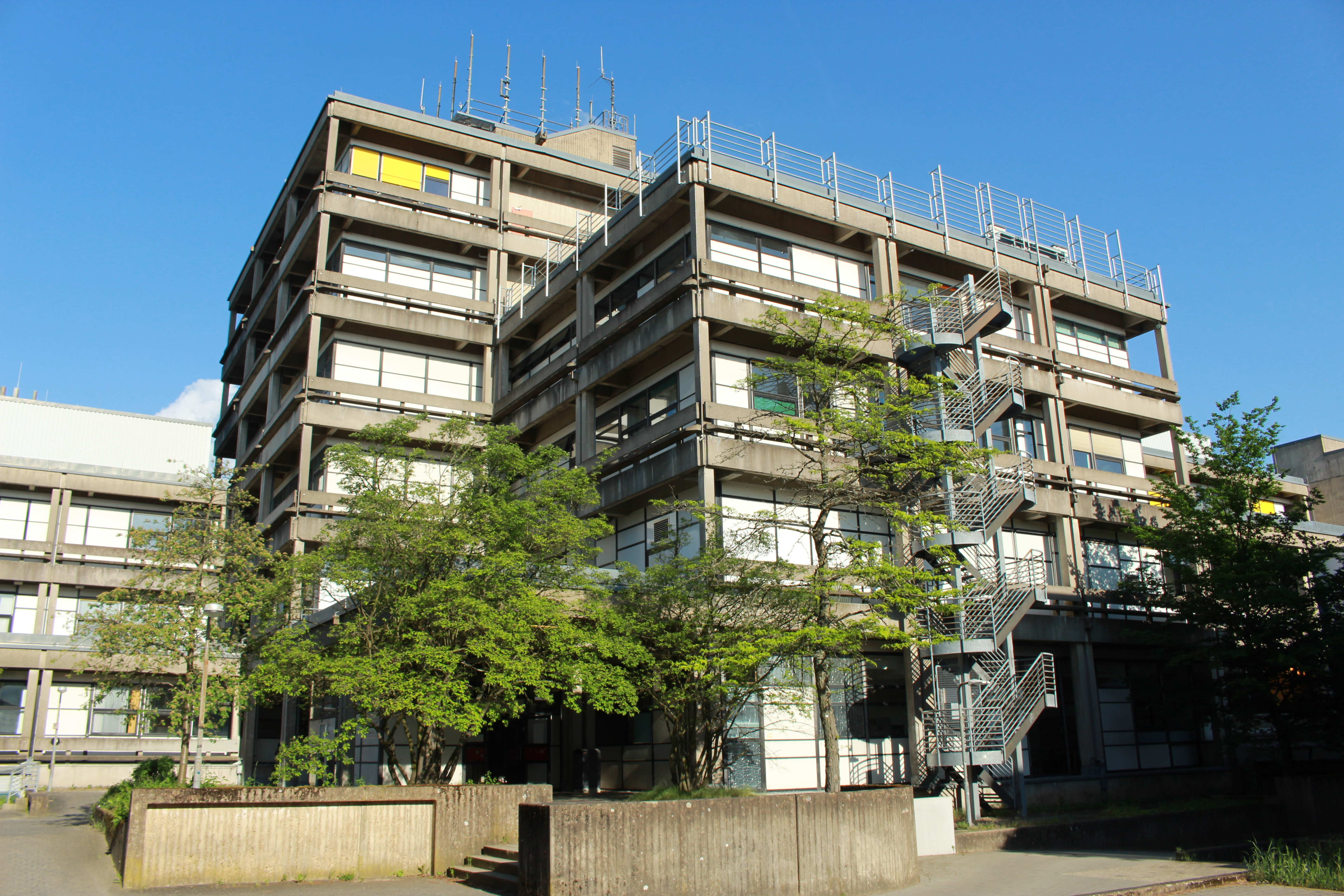
Mehrzweckgebäude

Das Marburger Bausystem gilt als das erste Fertigteilbaukonzept im bundesdeutschen Hochschulbau. Für die Naturwissenschaftlichen Institute der Philipps-Universität Marburg auf den Lahnbergen wurden 1961–63/65 gerasterte Betonelemente entwickelt. Bis in die 1970er Jahre hinein beeinflusste das Marburger System spätere Universitätsbauten von Darmstadt im Süden bis Hamburg im Norden Deutschlands.

## Hintergründe der Universitätsreform
Nach dem Zweiten Weltkrieg diskutierte man in der Bundesrepublik auch die Bildungsfrage neu. Die Wissenschaft sollte nun wieder allein der Wahrheit und Demokratie verpflichtet werden. In einer Artikelreihe beschwor der Philosoph und Pädagoge Georg Picht 1964 die „deutsche Bildungskatastrophe“: Nur steigende Abiturienten- und Studierendenzahlen könnten die deutsche Wirtschaftskraft sichern. Der Soziologe Ralf Dahrendorf erklärte die Bildung gar zum Bürgerrecht. Zunehmend drängten die geburtenstarken Jahrgänge an die Universitäten. Der Anteil von Studienanfängern in ihrer Altersgruppe stieg von 6,2 % im Jahr 1952 auf 15,4 % im Jahr 1970. In der Folge stattete auch der Bund nun die Universitäten immer großzügiger aus. Um 1968 wurde schließlich gefordert, den Zugang zum Studium zu beschränken. Eine mögliche „Akademikerschwemme“ sollte verhindert werden.

## Entwicklung des Fertigteilsystems

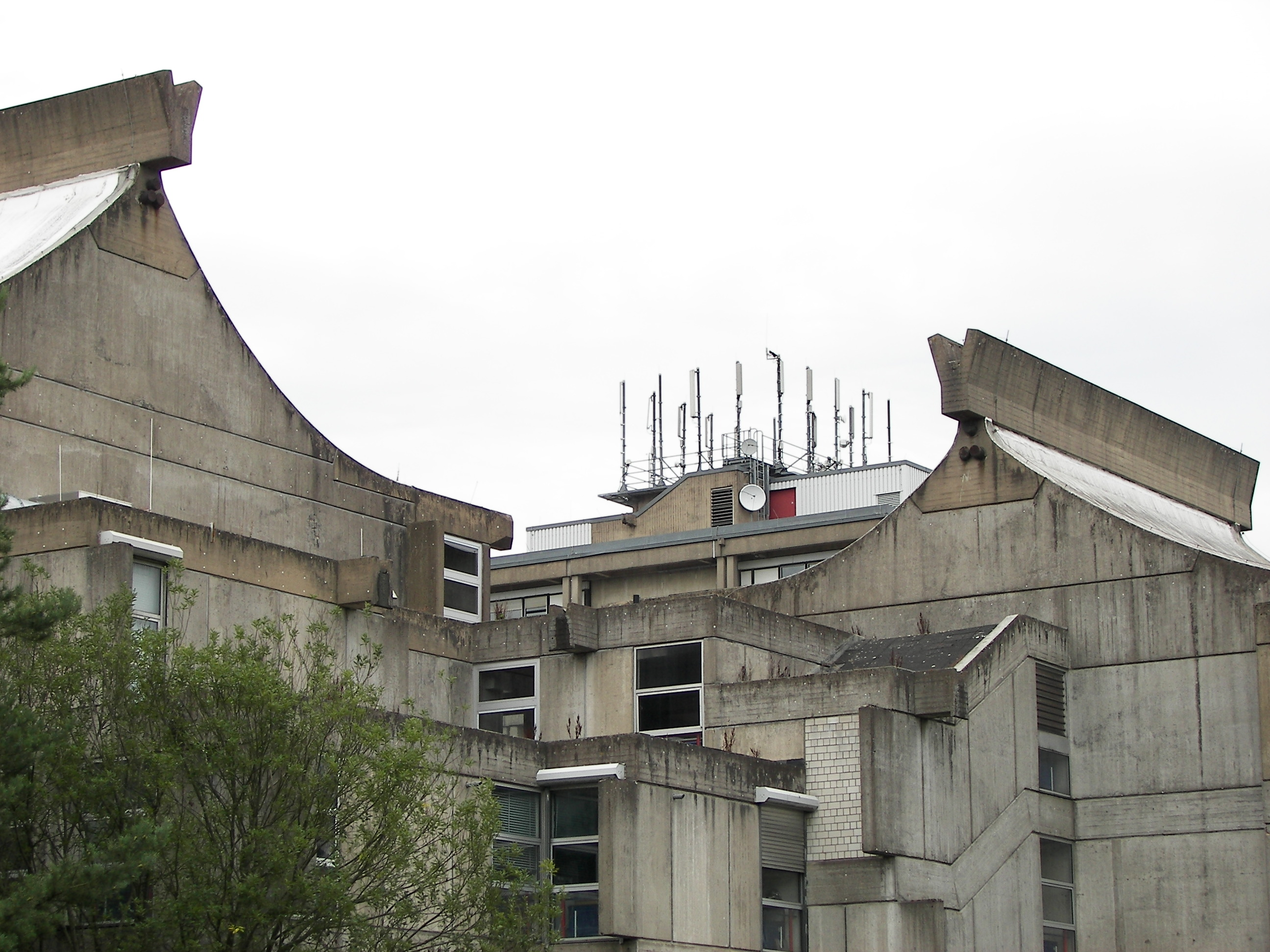
Hörsaalgebäude Chemie, Philipps-Universität Marburg

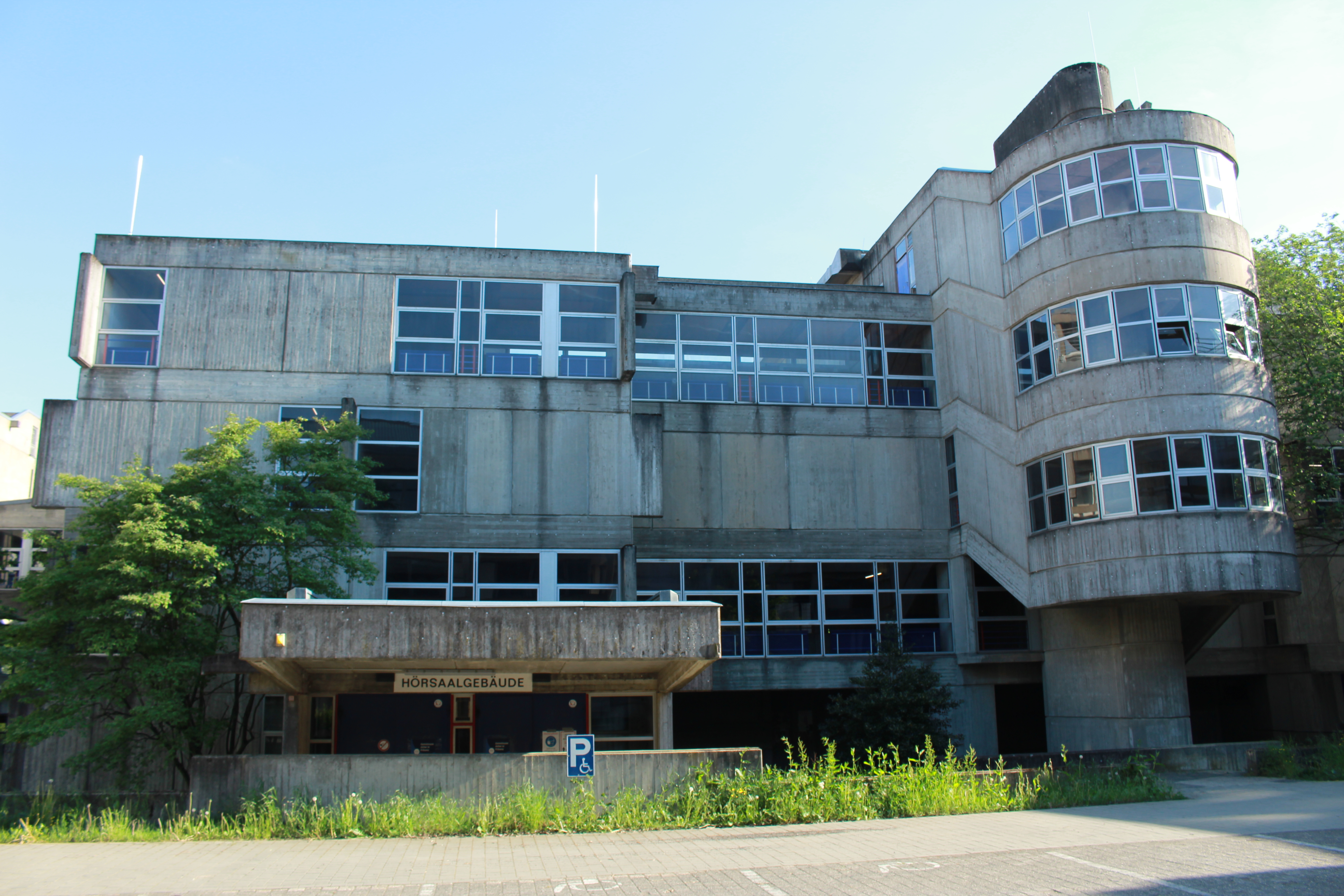
Hörsaalgebäude Chemie Eingang, Philipps-Universität Marburg

Die Räume der Marburger Universität waren im Krieg kaum zerstört worden. Erst als die Studentenzahlen um 1960 sprunghaft anstiegen, dachte man verstärkt über Neubauten nach. Im engen Tal der Stadt fehlte es jedoch an ausreichend Fläche. Daher beschloss das Ministerium 1961 zum einen, den Krummbogen an der Lahn zu bebauen. Darüber hinaus lagerte man die Medizin und die Naturwissenschaften – außer dem Fachbereich Physik, welcher in der Oberstadt blieb – auf die Lahnberge aus. Der Höhenzug nordöstlich der Stadt erhielt eine S-förmige Erschließungsstraße. Bis 1977 sollte hier eine weitläufige Anlage entstehen. Dafür entwarf das örtliche Universitätsneubauamt mit Architekten wie Kurt Schneider, Helmut Spieker und Günter Niedner ein flexibles variables Fertigteilkonzept. Nach einem gerasterten Modulmaß von 60 × 60 cm entwickelte man Stahlbetonfertigteile. Auf den charakteristischen vierteiligen Pendelstützen lagerten Trägerbalken. In diese Roststruktur wurden genormte Ausbauelemente aus Metall und Kunststoffen eingefügt. Die filigranen Bauten erhielten zudem umlaufende Fluchtbalkone. Man ergänzte die Anlage durch einzelne massive Bauten, die in Ortbeton erstellt wurden. In dieser Form wurde beispielsweise das Hörsaalgebäude der Chemie errichtet.

## Umsetzung auf den Marburger Lahnbergen

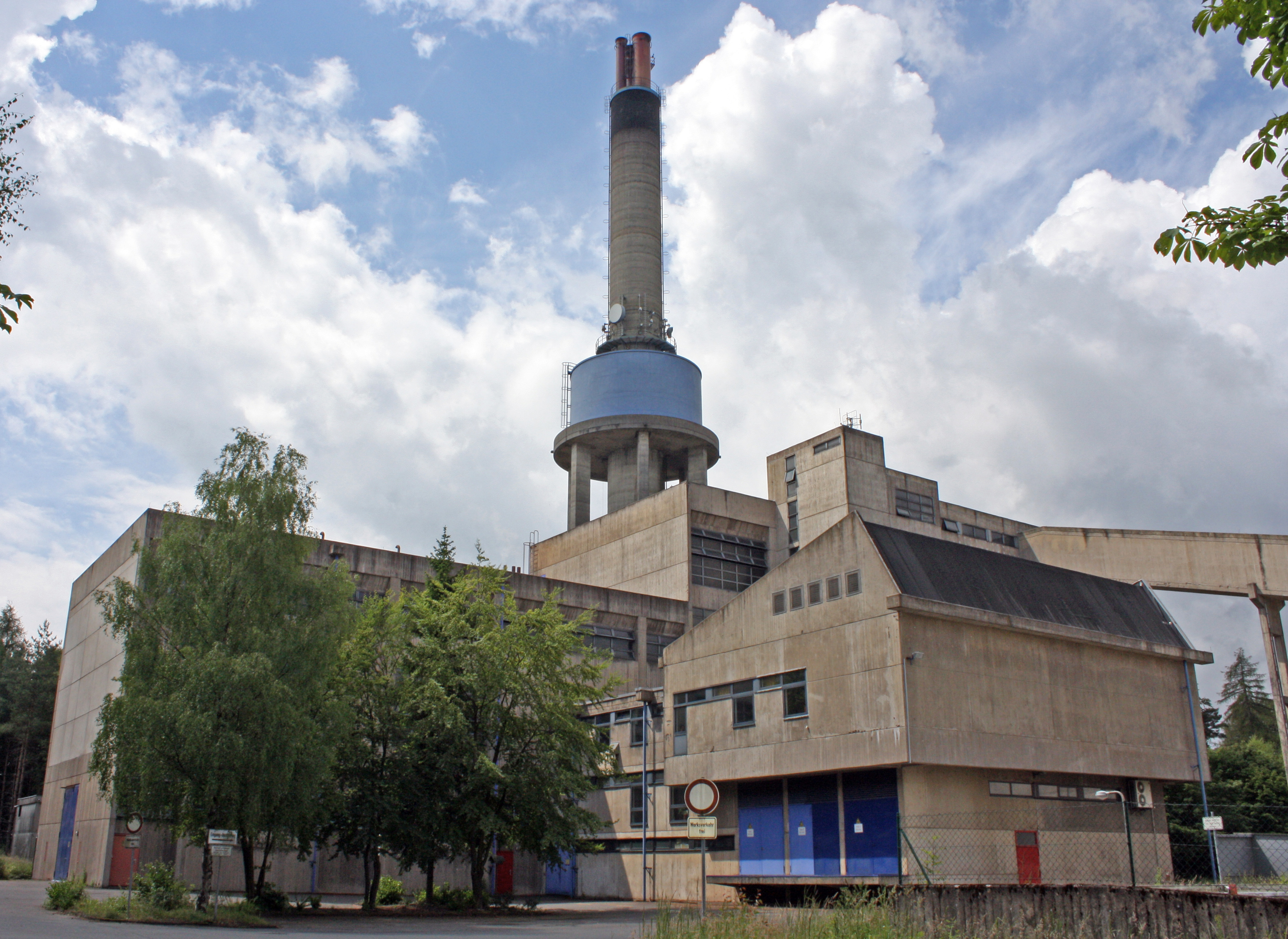
Marburg-Lahnberge, Fernheizwerk

Auf den Lahnbergen richtete man 1964 zunächst die Feldfabrik ein. Hier fertigte man die normierten Elemente für die örtlichen Baustellen. Bis 1966 wurden im Marburger System das Universitätsneubauamt und die Vorklinischen Forschungseinheiten errichtet. Im Anschluss passte man die Fertigteile leicht an. Bis 1977 entstanden die Naturwissenschaftlichen Institute mit dem Neuen Botanischen Garten und einer umfassenden Infrastruktur (von der Elektro- und Fernsprechzentrale bis zum Fernheizwerk). Bewusst stellte man die einzelnen naturwissenschaftlichen Institute gleichberechtigt nebeneinander. Die grauen Betonstrukturen wurden durch die glatten weiß-dunklen Ausbauelemente und einzelne farbige Akzente belebt. Mitte der 1970er Jahre änderten sich auch auf den Lahnbergen der Geschmack und die Bedürfnisse der Nutzer. Für das neue Universitätsklinikum (Einweihung 1984) passte man das Marburger System ein letztes Mal an. Für spätere Bauten wurden schließlich externe Architekten beauftragt. Das 1978 bis 1983 errichtete Studentenzentrum Lahnberge setzte bewusst Gegenakzente. Mit dem zuerst 2009 als Entwurf vorgelegten „Masterplan Campus Lahnberge“ stehen die Bauten des Marburger Systems heute in der Diskussion.

## Wirkungsgeschichte und heutige Bedeutung
Das Marburger System war modellhaft für die Lahnberge entwickelt worden. Nur vereinzelt setzte man es auch andernorts um, z. B. für die Tankstelle und Raststätte Großenmoor bei Fulda. Doch galt das Konzept in seiner Zeit als vorbildhaft. Vielfach wurde es als ebenso kostengünstig wie flexibel und ästhetisch beschrieben. Das Marburger System beeinflusste neue Hochschulbauten wie die Neubauten in Darmstadt, Hamburg, Tübingen oder Dortmund. Programmatisch hatten sich die Marburger Planer 1961–63 von der Fachwerkromantik Marburgs abgegrenzt. Zugleich bezogen sie ihre Skelettbauweise jedoch ausdrücklich auch auf den hessischen Fachwerkbau. Weitere Einflüsse dürften in der traditionellen und modernen japanischen Baukunst zu suchen sein, z. B. bei Kenzo Tange. In Marburg selbst betonte man lange die energetischen Mängel der Lahnberge. In Fachkreisen jedoch findet das Marburger System als innovatives Zeugnis der Nachkriegsmoderne wieder hohe Anerkennung.

## Gefährdung
Die Universitätsgebäude in Marburg, die mit dem Marburger Bausystem errichtet wurden, sind akut in ihrem Bestand bedroht. Obwohl sie unter Denkmalschutz stehen, plant die Universität den Abriss des größten von ihnen, das Gebäude des ehemaligen Fachbereichs Chemie für 2020. Universitätspräsidentin Krause sieht keinerlei finanziell tragbare Möglichkeit einer Sanierung und anderweitigen Nutzung. Dem Denkmalschutz Rechnung tragend soll allein das Bauamtsgebäude, das erste seinerzeit in diesem Baustil errichtete, saniert werden und zur Dokumentation dienen.